# Saint-Goussaud
 Saint-Goussaud  là một xã thuộc tỉnh Creuse trong vùng Nouvelle-Aquitaine miền trung nước Pháp. Xã này nằm ở khu vực có độ cao trung bình 672 mét trên mực nước biển.